# Eremochelis bilobatus
Espèce
Synonymes
- Therobates bilobatus Muma, 1951

Eremochelis bilobatus est une espèce de solifuges de la famille des Eremobatidae.

## Distribution
Cette espèce est endémique des États-Unis. Elle se rencontre en Californie, en Arizona, au Colorado, au Nouveau-Mexique et au Texas.

## Description
Les mâles mesurent de 14,0 à 20,0 mm et les femelles de 17,0 à 20,0 mm.

## Publication originale
- Muma, 1951 : The Arachnid order Solpugida in the United States. Bulletin of the American Museum of Natural History, no 97, p. 31-141 (texte intégral).